# Oude Pekela
Oude Pekela est un village qui fait partie de la commune de Pekela dans la province néerlandaise de Groningue. Le 1er janvier 2005, le village comptait 8 110 habitants.
Oude Pekela a été une commune indépendante jusqu'au 1er janvier 1990. Elle a fusionné avec Nieuwe Pekela pour former la nouvelle commune de Pekela.